# Garbo Editorial
Garbo fue una editorial española, que editaba la revista del corazón homónima, entre otras muchas, como Sólo Moto o Vampirella. Era propiedad de la familia Nadal y estaba coordinada por José María Arman. Su local estaba situado en Plaza Castilla, Madrid.

## Trayectoria
En 1974, absorbió a la editorial Ibero Mundial de Ediciones, encargándose de sus cabeceras dedicadas a la historieta de terror (Dossier Negro, Rufus y Vampus) y al humor gráfico (Mata Ratos). Pronto amplía la línea de terror con Vampirella en diciembre de ese mismo año y Famosos Monsters del Cine en abril de 1975, y la de semanarios satíricos, con Eh!. 
También en marzo de 1975, lanzó la revista Sólo Moto, especializada en el mundo del motociclismo y dirigida por Ángel Cuevas, así como un semanario humorístico centrado también en el mundo del deporte, El Hincha Enmascarado, que intentó competir, sin éxito, con Barrabás.
Recuperó material clásico estadounidense en el tebeo Spirit (1975) y la colección Super Cómics Garbo (Carrigan, Jorge y Fernando y Mandrake).
A principios de 1978, dejó de editar tebeos para centrarse en sus otras revistas.